# フェルナンド・サントス (ポルトガルのサッカー選手)
フェルナンド・サントス（Fernando Santos, 1954年10月10日 - ）は、ポルトガル・リスボン出身の元サッカー選手、現アゼルバイジャン代表監督。現役時代のポジションはディフェンダー（RSB）。2014年からポルトガル代表監督を務め、UEFA EURO 2016とUEFAネーションズリーグ2018-19の優勝監督となった。

## 経歴

### 選手
リスボンに生まれ、1966年にベンフィカの下部組織に加入。1971年にマリティモに移籍してプロデビューし、1973年にはエストリル・プライアに移籍した。しかし1975年、度重なる負傷の影響で、まだ21歳の時に選手生活を終えた。

### 指導者
1977年にリスボン・エンジニア上級学校で、電気通信技師のバチャレラット学位を取得している。技師を経て1987年にサッカー界に復帰すると、エストリル・プライアの監督を務めた7年間で2度の昇格を果たし、テルセーラ・ジヴィゾン（当時3部）からプリメイラ・ジヴィゾン（当時1部）まで駆け上った。1994年、エストレラ・アマドーラ監督に就任した。1998年にはリーグ4連覇中のFCポルト監督に引き抜かれ、初年度の1998-99シーズンにプリメイラ・ジヴィゾンを獲得した。5連覇はポルトガル史上初めての出来事であり、サントスは「ペンタ（5連覇）の技師」として知られている。1999-2000シーズンには6連覇を目指したが、最終節までもつれた優勝争いはスポルティング・クルーベ・デ・ポルトゥガルが制した。しかし、ポルトはスーペルタッサ・カンディド・デ・オリベイラとタッサ・デ・ポルトガルを制し、UEFAチャンピオンズリーグでは準々決勝に進出。2000年には、国際サッカー連盟 (FIFA) によって世界のサッカー指導者ランキングの第9位に選出された。
2001年にはギリシャに渡り、スーパーリーグのAEKアテネ監督に就任。2001-02シーズンのリーグ戦ではオリンピアコスに得点差で敗れて優勝を逃したが、ギリシャ・カップで優勝した。2002-03シーズンはパナシナイコスFCを、2003-04シーズンは地元のスポルティング・クルーベ・デ・ポルトゥガルを指揮した。2004年には再びギリシャのAEK監督に就任し、若手選手主体ながらギリシャ・カップで準決勝に進出し、リーグ戦では1位と勝ち点3差の3位となった。
2006年5月20日、ベンフィカ監督就任が発表された。2006-07シーズンは優勝したポルトとは勝ち点2差の僅差だったが、2位のスポルティングと勝ち点1差の3位に終わり、UEFAチャンピオンズリーグのグループリーグ出場権を逃した。2007年夏にはキャプテンのシモン・サブローザがアトレティコ・マドリードに移籍し、2007-08シーズン開幕戦のレイションイス戦に引き分けると、2007年8月20日に解任され、スペイン人のホセ・アントニオ・カマーチョ監督に代わった。
2007年9月、ギリシャのPAOKテッサロニキと3年契約を結んで監督に就任した。UEFA EURO 2004でキャプテンとしてトロフィーを掲げたテオドロス・ザゴラキスがクラブの新会長に就任しており、3年計画でのクラブ再生を開始した。2009-10シーズンのレギュラーシーズンではパナシナイコス、オリンピアコスに次ぐ3位だったが、プレーオフで1位となってUEFAチャンピオンズリーグ予選3回戦の出場権を獲得した。2010年5月19日、PAOKの監督退任の意向を表明した。
2010年7月1日、オットー・レーハーゲル監督の後任としてギリシャ代表監督に就任した。UEFA EURO 2012予選を突破し、UEFA EURO 2012本大会ではベスト8となった。2014 FIFAワールドカップではギリシャを初のベスト16へ導いたものの、決勝トーナメント1回戦のコスタリカ戦で「審判団に対してスポーツマンらしくない言動」があったとして、FIFAから8試合のベンチ入り禁止処分を受けた。ワールドカップ終了後、契約満了に伴い退任。
2014年9月23日、同月11日に解任されたパウロ・ベント前監督の後任としてポルトガル代表監督に就任した。前述の処分は同年10月14日のデンマーク代表戦から適応され、UEFA EURO 2016予選開催中は指揮を執ることが出来ない。その後、処分が一時保留となり、2015年3月23日、異議を一部認められ、処分が4試合に軽減された（うち2試合は猶予扱い）。なお、罰金処分も2万スイスフランから半減となった。処分は同年3月29日のセルビア代表戦から同年6月13日のアルメニア代表戦まで適用された。
UEFA EURO 2016では予選を突破し、本大会ではポルトガル代表をUEFA EURO初優勝に導いた。さらにUEFAネーションズリーグ2018-19では、大会の初代優勝に導いた。
自身最後となった大舞台である2022 FIFAワールドカップでは、グループステージを2連勝で決勝トーナメント進出へ導いた。ベスト16のスイス代表戦ではクリスティアーノ・ロナウドをベンチに座らせ、代役として若手のゴンサロ・ラモスを抜擢すると、ラモスがハットトリックを挙げ、6-1と快勝してベスト8へ駒を進めた。そのベスト8ではモロッコ代表と対戦。再びロナウドを先発起用しないことを決めたサントスだったが、ボールを支配してはいたものの1点が遠く、モロッコのカウンター1発でチームは0-1で敗れてしまった。
ワールドカップ敗退から4日後の2022年12月15日、ポルトガルサッカー連盟と双方合意のもと契約を解除した。報道後には多くの新旧代表選手らがSNSで感謝の意を示したが、カタールW杯での采配に納得していなかったロナウドはコメントを発することはなかった。
2023年1月24日、ポーランド代表の監督に就任した。
2024年1月7日、ベシクタシュJKの監督に就任した。
2024年6月12日、サッカーアゼルバイジャン代表の監督に就任した。

## タイトル

### 監督時代
FCポルト
- プリメイラ・ディヴィゾン : 1998-99
- タッサ・デ・ポルトガル : 1999-2000, 2000-01
- スーペルタッサ・カンディド・デ・オリベイラ : 1999, 2000

AEKアテネFC
- キペロ・エラーダス : 2001-02

ポルトガル代表
- UEFA欧州選手権 : 2016
- UEFAネーションズリーグ : 2019

### 個人
- ギリシャ・スーパーリーグ 最優秀監督賞 : 2001-02, 2004-05, 2008-09, 2009-10
- 「過去10年のギリシャ・スーパーリーグ最優秀監督賞」 : 2010

## 指導者成績
2024年10月14日現在
| チーム                                     | 就任          | 退任           | 記録   | 記録 | 記録 | 記録 | 記録   |
| チーム                                     | 就任          | 退任           | 試合数 | 勝利 | 引分 | 敗北 | 勝率   |
| ------------------------------------------ | ------------- | -------------- | ------ | ---- | ---- | ---- | ------ |
| エストリル                                 | 1988年1月19日 | 1994年3月7日   | 230    | 81   | 72   | 77   | 035.22 |
| CFエストレラ・アマドーラ                   | 1994          | 1998           | 136    | 39   | 47   | 50   | 028.68 |
| FCポルト                                   | 1998          | 2001           | 156    | 98   | 31   | 27   | 062.82 |
| AEKアテネFC                                | 2001          | 2002           | 51     | 38   | 5    | 8    | 074.51 |
| パナシナイコスFC                           | 2002          | 2003           | 4      | 1    | 0    | 3    | 025.00 |
| スポルティング・クルーベ・デ・ポルトゥガル | 2003          | 2004           | 36     | 22   | 5    | 9    | 061.11 |
| AEKアテネFC                                | 2004          | 2006           | 60     | 38   | 15   | 7    | 063.33 |
| SLベンフィカ                               | 2006年5月20日 | 2007年8月20日  | 48     | 28   | 11   | 9    | 058.33 |
| PAOKテッサロニキFC                         | 2007年9月4日  | 2010年5月18日  | 95     | 48   | 21   | 26   | 050.53 |
| ギリシャ代表                               | 2010年7月1日  | 2014年7月1日   | 49     | 26   | 17   | 6    | 053.06 |
| ポルトガル代表                             | 2014年9月24日 | 2022年12月15日 | 109    | 67   | 23   | 19   | 061.47 |
| ポーランド代表                             | 2023年1月24日 | 2023年9月13日  | 6      | 3    | 0    | 3    | 050.00 |
| ベシクタシュJK                             | 2024年1月7日  | 2024年4月13日  | 16     | 7    | 4    | 5    | 043.75 |
| アゼルバイジャン代表                       | 2024年6月12日 |                | 4      | 0    | 0    | 4    | 000.00 |
| 通算成績                                   | 通算成績      | 通算成績       | 1,068  | 532  | 264  | 272  | 049.81 |